# سورن هاخنازاریان
سورن هایراپتی هاخنازاریان (ارمنی: Սուրեն Հայրապետի Հախնազարյան؛  زادهٔ ۱۳ نوامبر ۱۹۴۹) نوازنده ویولن اهل ارمنستان است. وی از سال میلادی تاکنون مشغول فعالیت بوده است.

## زندگی‌نامه
وی در۱۳ نوامبر ۱۹۴۹  در ایروان به دنیا آمد و از کنسرواتوار دولتی کومیتاس ایروان (۱۹۷۲) و کنسرواتوار دولتی چایکوفسکی مسکو (۱۹۷۴) فارغ‌التحصیل گشت. وی در گروه ویولن رادیو ملی ارمنستان و کوارتت کومیتاس فعالیت کرده است. همچنین برندهٔ جوایزی همچون هنرمند شایسته جمهوری ارمنستان و جایزه دولتی ارمنستان شوروی شده است. 